# Amt Weilmünster

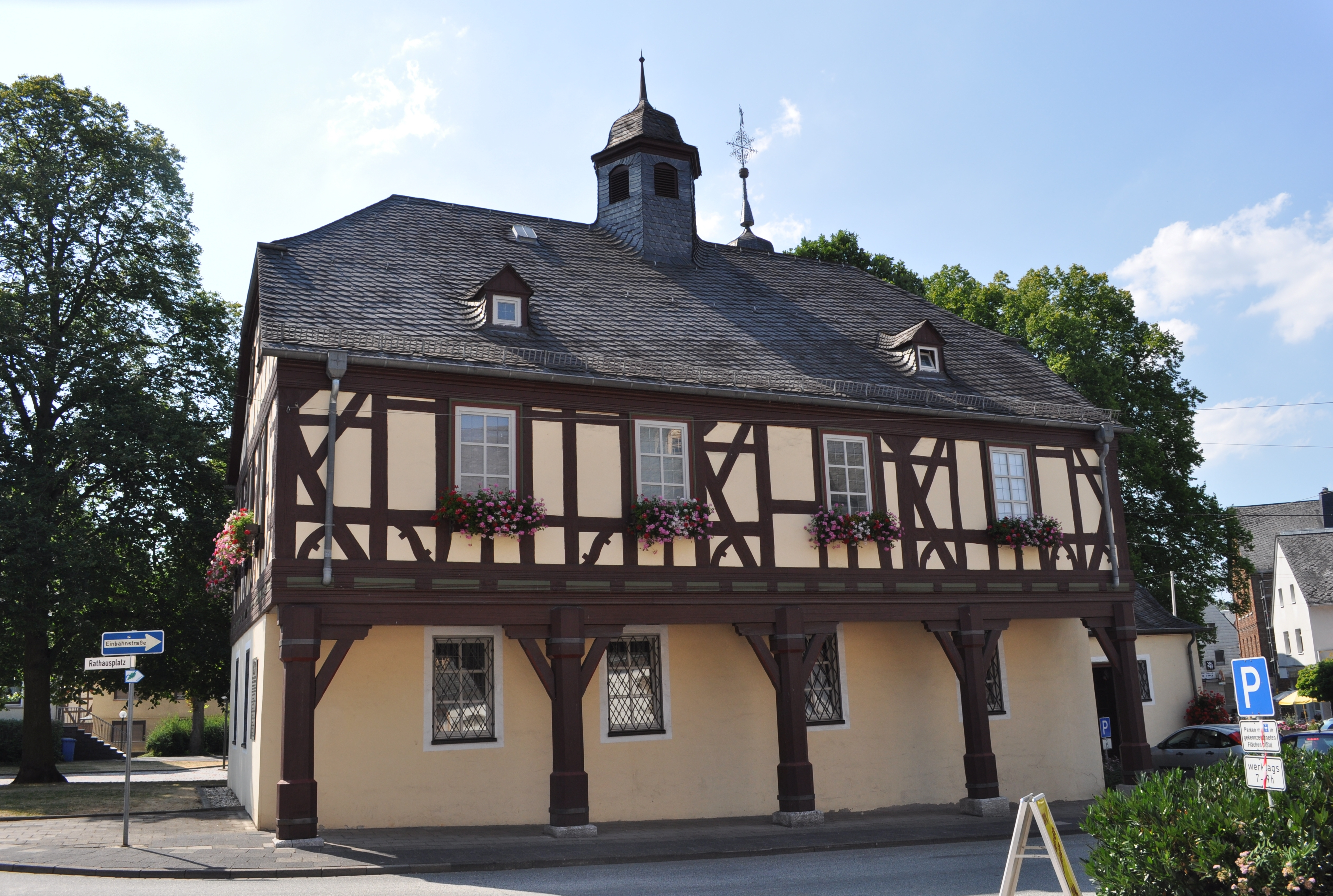
Amtshaus in Weilmünster

Das Amt Weilmünster war ein Nassau-Weilburger Amt mit Sitz in Weilmünster. Es war dem Oberamt Weilburg untergeordnet. Das Amt ging im Amt Weilburg auf.
Es bestand 1803 am Ende des HRR aus Altenkirchen, Audenschmiede, Aulenhausen, Diedenhausen, Ernsthausen, Langenbach, Lützendorf, Möttau, Rohnstadt und Weilmünster.
Sitz des Amtes war das Amtshaus in Weilmünster.